# Francis Doe
Francis Forkey Doe (Monrovia, 25 dicembre 1985) è un ex calciatore liberiano, di ruolo attaccante.

## Palmarès

### Club

#### Competizioni nazionali
- Lamar Hunt U.S. Open Cup: 1

D.C. United: 2008
- Campionato egiziano: 2

Al-Ahly: 2009-2010, 2010-2011
- Supercoppa d'Egitto: 1

Al-Ahly: 2010

#### Competizioni internazionali
- Supercoppa CAF: 1

Al-Ahly: 2009